# Друга діброва червоного дуба
Дру́га дібро́ва черво́ного ду́ба — ботанічна пам'ятка природи місцевого значення в Україні. Об'єкт розташований на території Подільському районі Одеської області, на захід від села Баштанків. 
Площа 1,3 га, статус отриманий у 1973 році. Перебуває у віданні ДП «Кодимське лісове господарство» (Кодимське лісництво, кв. 17, вид. 12).